# جيروذ مكسيكي
جيروذ مكسيكي (الاسم العلمي: Neotoma mexicana) هي نوع من الحيوانات تتبع جنس الجيروذ من فصيلة الفأرية.